# 페르디난트 폰 린데만
카를 루이 페르디난트 폰 린데만(독일어: Carl Louis Ferdinand von Lindemann, 1852년 4월 12일 ~ 1939년 3월 6일)은 독일의 수학자이다. 1882년에 원주율이 초월수라는 사실을 증명하였다.

## 생애
하노버 왕국의 수도였던 하노버에서 태어났다. 아버지 페르디난트 린데만(독일어: Ferdinand Lindemann)은 김나지움 외국어 강사였으며, 어머니 에밀리 크루지우스(Emilie Crusius)는 김나지움 교장의 딸이었다. 린데만 가족은 곧 슈베린으로 이사하였다.
린데만은 괴팅겐 대학교, 프리드리히 알렉산더 대학교, 뮌헨 대학교에서 수학을 공부하였다. 이 중 프리드리히 알렉산더 대학교에서는 펠릭스 클라인 아래 비유클리드 기하학에 대한 논문을 박사 학위를 수여받았다. 곧 뷔르츠부르크 대학교와 프라이부르크 대학교에서 교편을 잡았으며, 프라이부르크에서 1882년에 원주율의 초월성을 증명하였다. 그 뒤 쾨니히스베르크 대학교로 전임하였으며, 여기서 다비트 힐베르트와 헤르만 민코프스키, 아르놀트 조머펠트 등 유명한 제자들을 배출하였다. 그 뒤 뮌헨 대학교로 옮겼다.
1939년에 뮌헨에서 사망하였다.